# 傷痍軍人

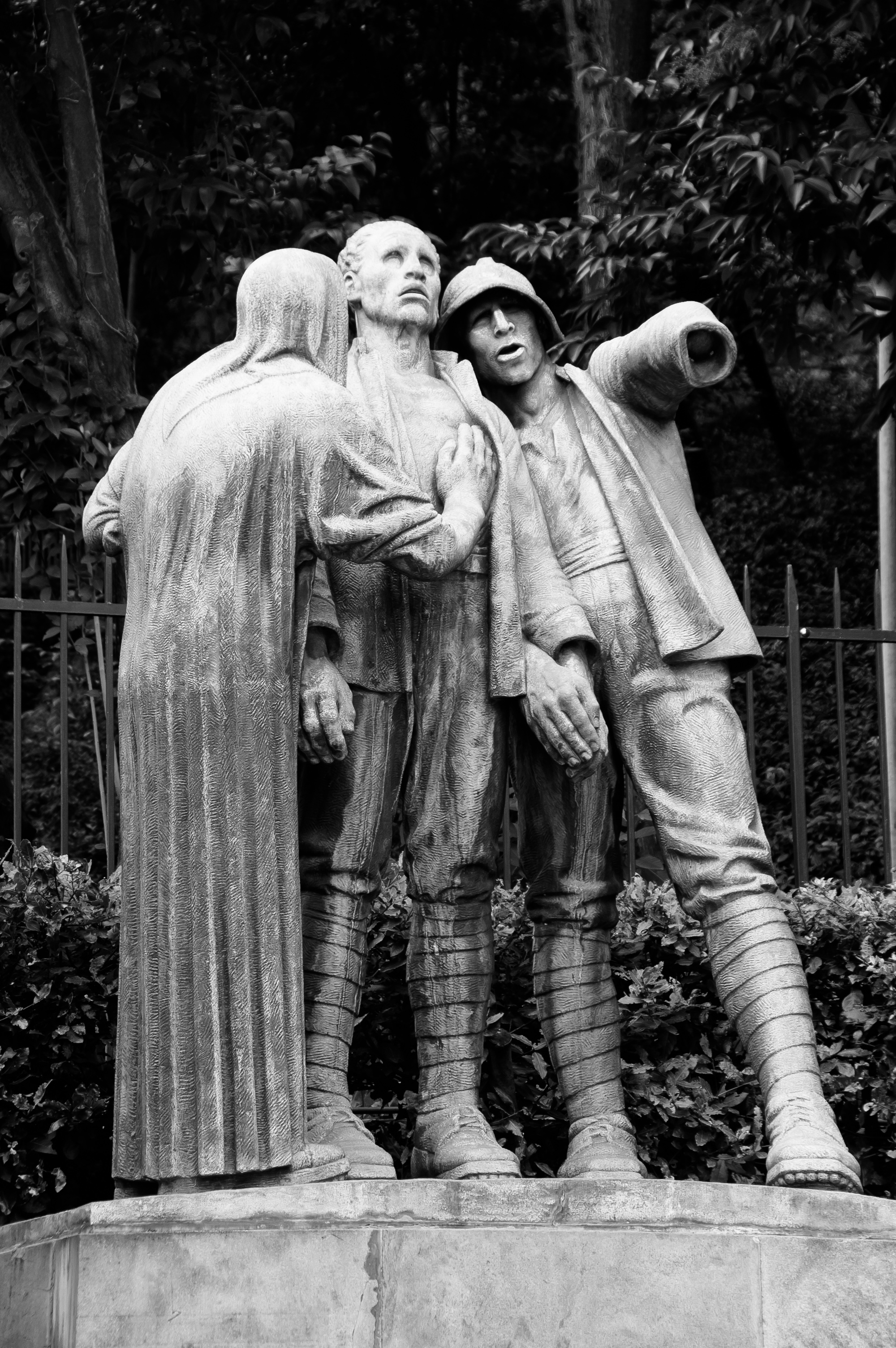
ジェノバにある傷痍軍人の記念碑

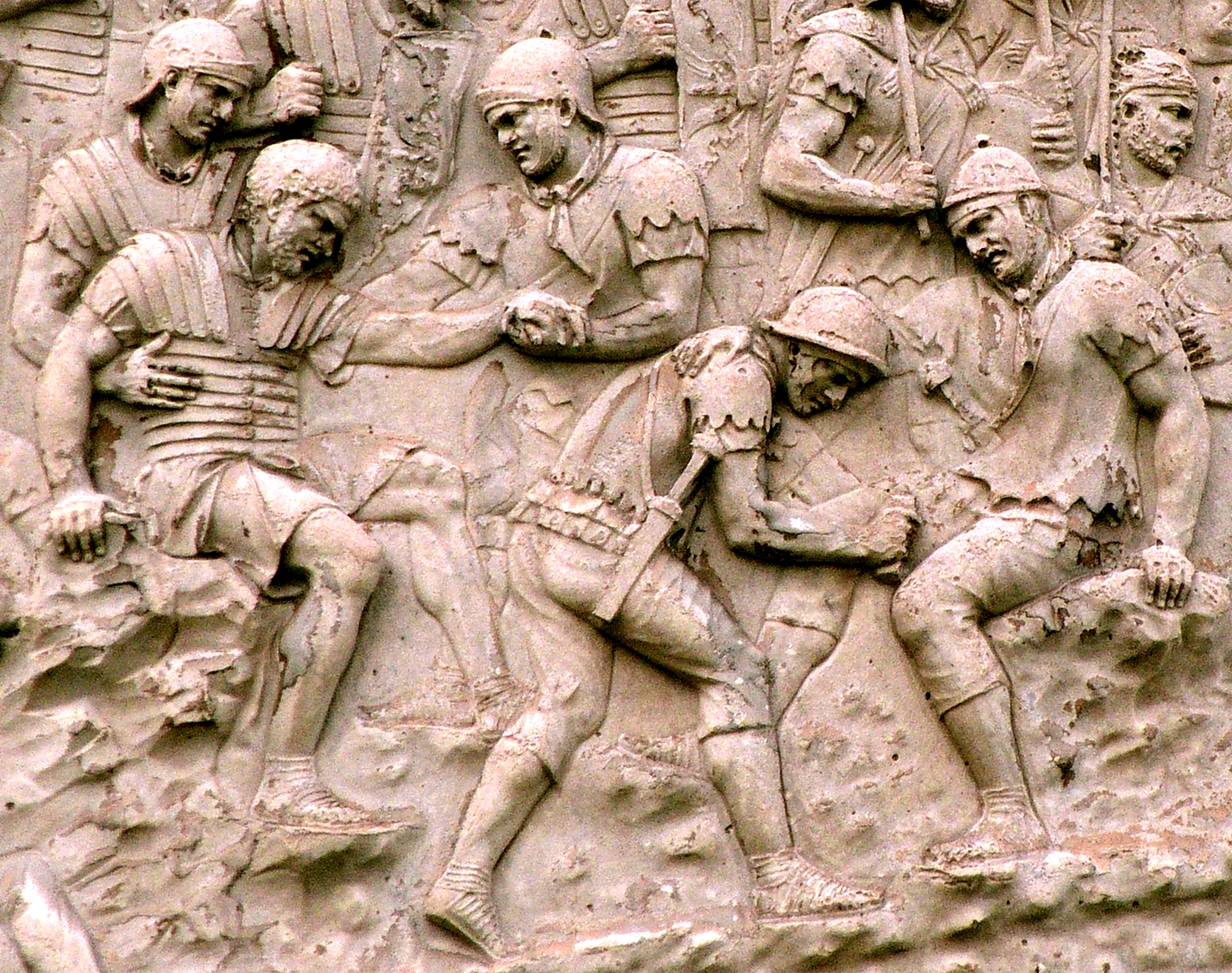
トラヤヌスの記念柱にある傷痍軍人を治療する様子。

傷痍軍人（しょういぐんじん、英: disabled veterans）は戦争において傷痍を負った軍人・軍属。軍人恩給法によって増加恩給・傷病年金・傷病賜金の受給権有資格者をさす。日本では、1931年（昭和6年）11月までは廃兵と呼称された。多くの国で軍隊の士気を維持するために手厚く保護され、社会復帰への配慮が強力に実施されている。恩給法により増加恩給、傷病年金または傷病賜金などが受給でき、軍人傷痍記章を授与される。1636年にアメリカのプリマス植民地で、傷痍軍人に対して終身、生活扶助を与える法律が立法されたが、これが恩給や年金の始まりとされている。
傷痍軍人という語が広がる前、日露戦争頃まで廃兵、癈兵という語が使用されたが、癒えた兵士を再び戦場へ送りだす都合から傷兵、傷痍軍人という語が使用されるようになった。

## 概要
戦争、紛争などの武力衝突は、必然的に死者、負傷者を生み出す。戦傷は復員後も健康や生活に大きく影響する。傷痍軍人には早くに亡くなる者、生涯を通じて病や不自由に悩む者も多く、古くは古代ギリシャ時代から社会問題となっている。特に近代戦は、大量の戦傷者を生みだす傾向がある。戦時中は国家全体の気分が高揚し、「名誉の負傷」などと呼ばれ、地域社会や家族が傷痍軍人の世話や援助を自主的に行う傾向が強いが、戦争が終了すると、戦争に対する熱が急速に冷め、傷痍軍人に対する社会的援助や支援も衰える傾向にある。身体に障害を受けた傷痍軍人は復員後に定職に就くことが難しく、社会の最貧層に転落し、乞食に身をやつしたり犯罪に手を染める者もおり、しばしば大きな社会問題となった。そのため時の政府は慰労及び補償のため、軍人恩給や療養施設（例：フランスの廃兵院）などの制度を整備し、社会的な不安の解消に務めてきた。

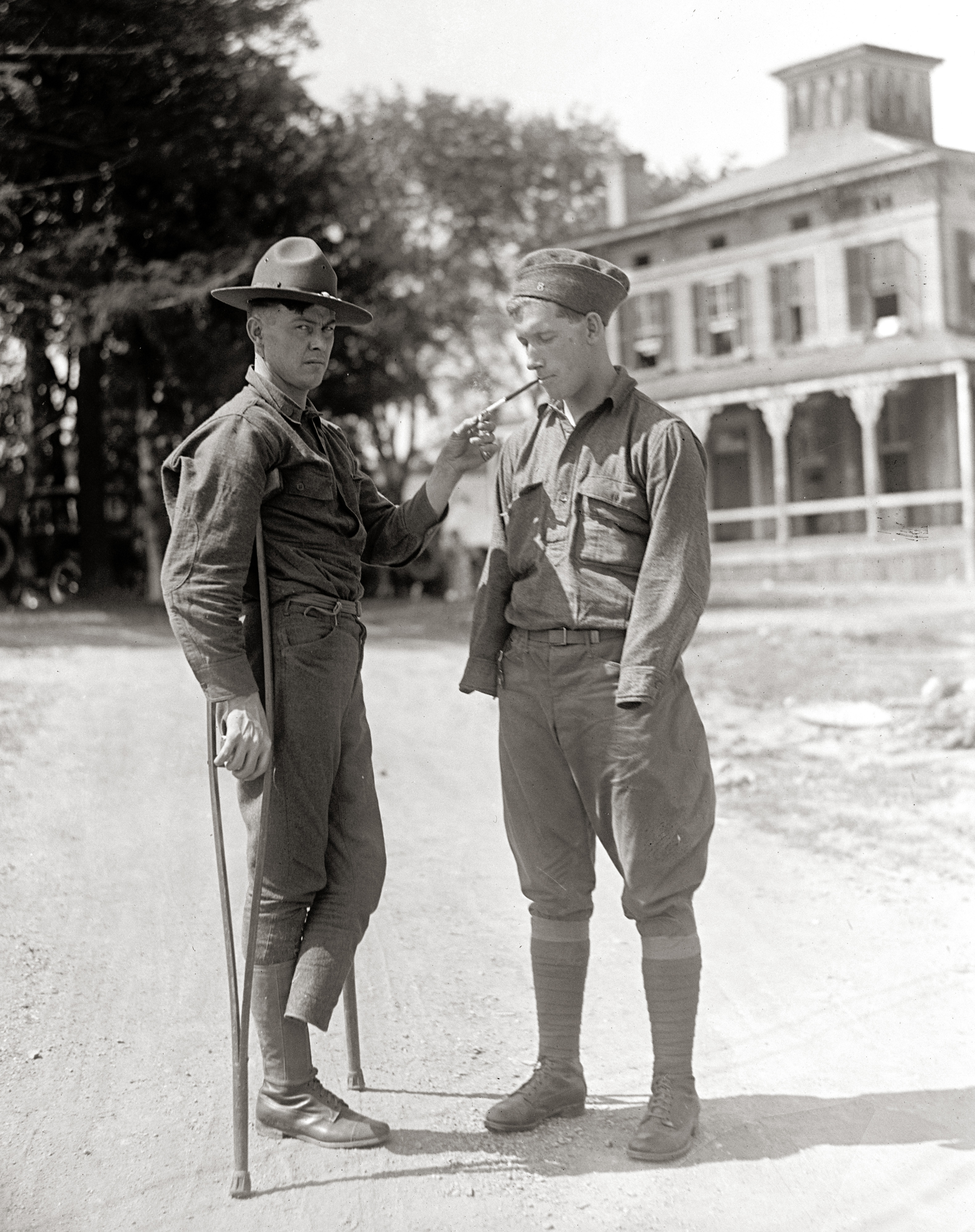
第一次世界大戦後のアメリカの傷痍軍人。1918年撮影。
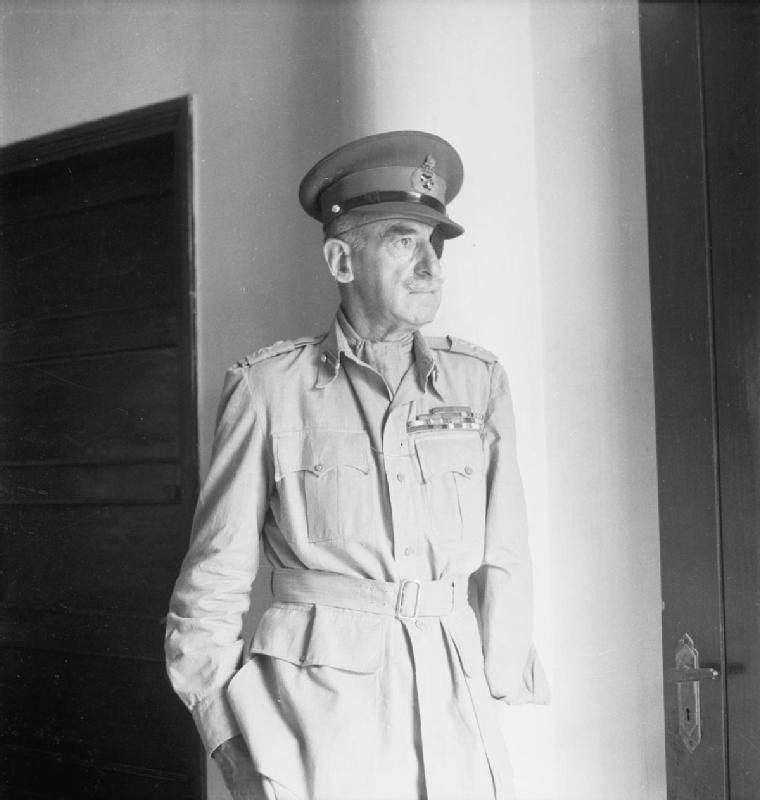
イギリスの傷痍軍人。エイドリアン・カートン・デ・ウィアート。第二次世界大戦中撮影。
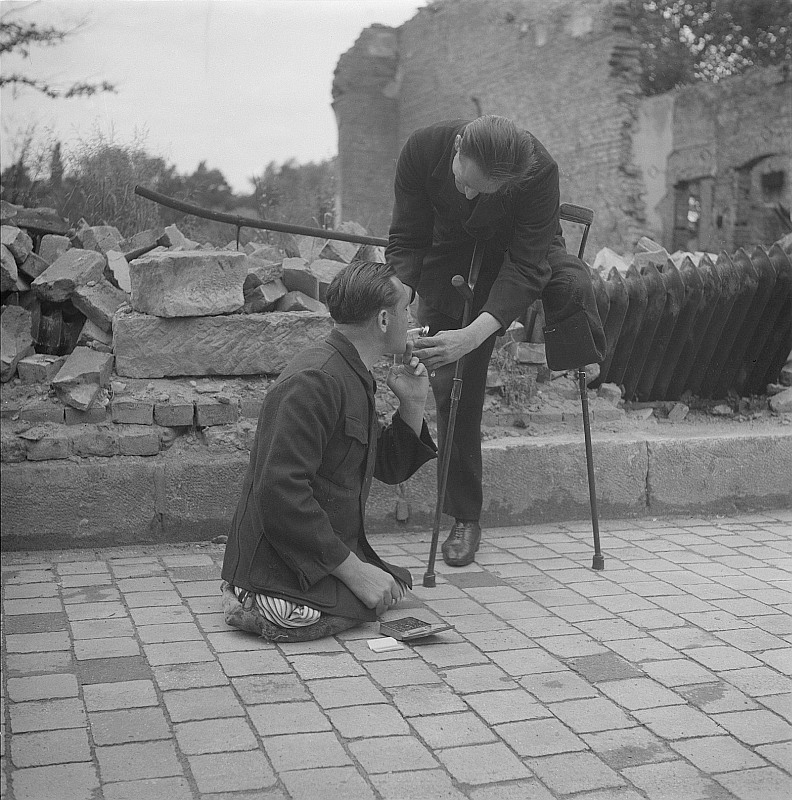
第二次世界大戦後のドイツの傷痍軍人。1946年撮影。
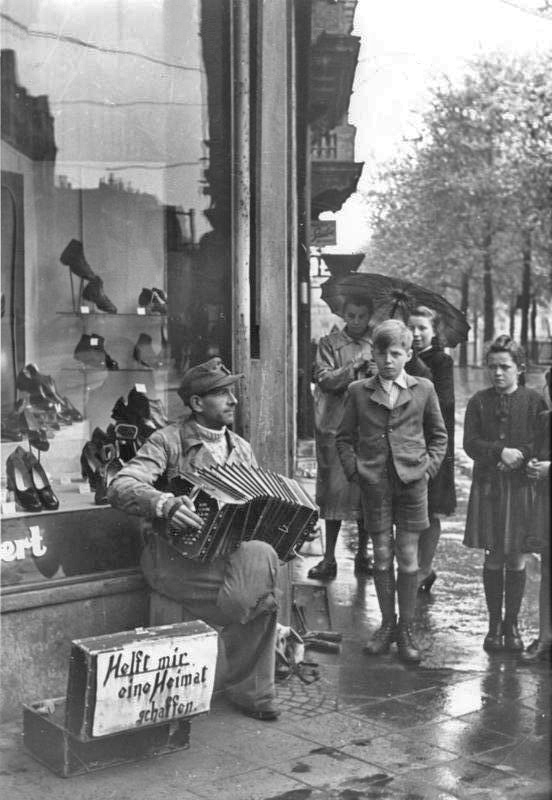
第二次世界大戦後のドイツの傷痍軍人。カバンには「私の居場所を作る手助けを」と書かれている。1949年撮影。
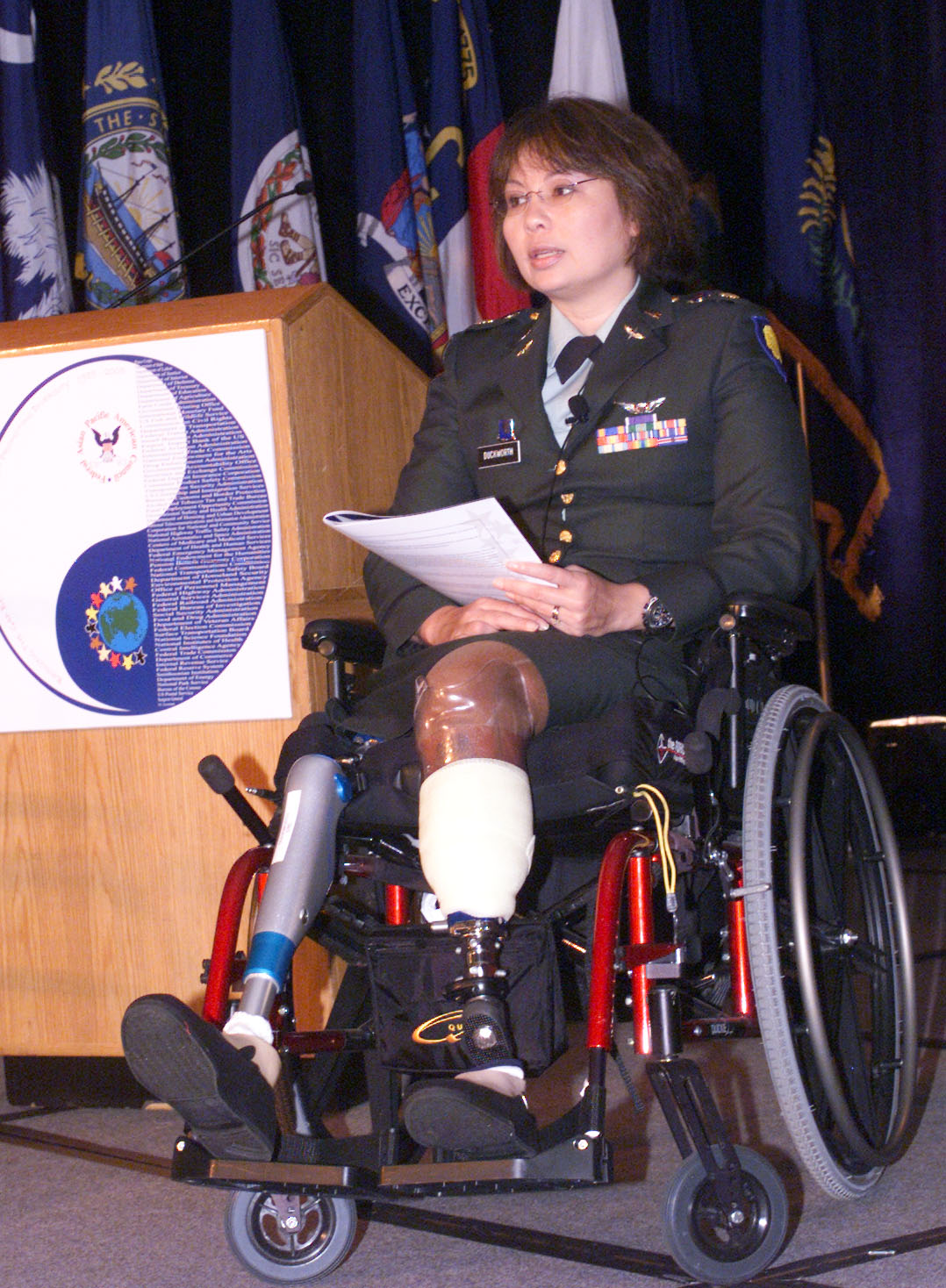
イラク戦争後のアメリカの傷痍軍人。タミー・ダックワース（英語版）。

## 日本の傷痍軍人

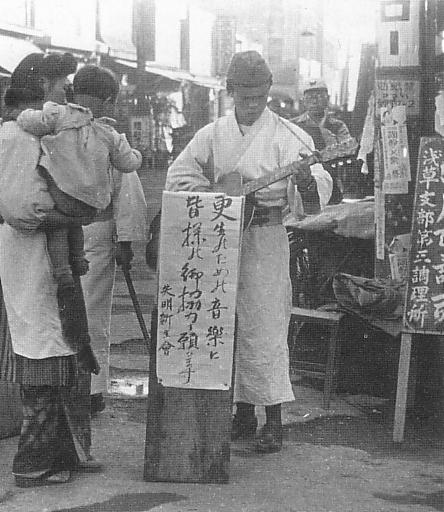
第二次世界大戦後の傷痍軍人。（1948年12月）

第二次世界大戦時には降伏することは恥であったため、傷痍軍人は自決を迫られた。また自決できない場合は、上官の指示で処置が行われた。
1875年（明治8年）に恩給制度が開始、1890年（明治23年）6月21日法律第45号にて、軍人恩給法が成立。
日露戦争後に大量の傷痍軍人が出現して大きな社会問題となり、救済支援制度が整備された。1906年4月に収容施設を設置する法律として廃兵院法が制定された。1917年7月20日には軍事救護法が制定された。この法律によって、扶助に必要な経費を国庫で全額負担し、生活扶助額（1人1日15銭以内）、医療、助産および生業扶助と埋葬費が支給された。
1922年に、大阪廃兵協会が国立職業学校ならび職業講習所の設立を国会に請願し可決された。1931年3月20日、除隊後の就職で忌避されないことを徹底するため入営者職業保障法が成立されたものの、傷痍軍人に対する支援としては多くの不備があった。
第二次世界大戦において多くの軍人が戦死し、あるいは傷痍軍人となった。戦時下においては戦傷もまた名誉の負傷とされ、在世中の軍人傷痍記章を着けることを許され、社会的に優遇を受けることもあった。
ポツダム宣言による第二次世界大戦の停戦後、連合国の占領下で軍事援護の停止による恩給の打ち切りなど、戦傷を負った人々とその家族の生活は困窮と苦難の淵にあった。サンフランシスコ講和条約発効による主権回復のあと、軍人恩給の復活とともに傷病者への支援に改善をみた。戦後、厚生省のもとでその補償がなされるようになり、軍人恩給等の対象ともなった。
21世紀となって、日本における傷痍軍人は既に亡くなった者が多いが、生存者に対する慰労や補償とともに、物故者に対する慰霊や顕彰、遺族補償の問題は未だ大きな問題となっている。
外地出身の傷痍軍人に対する補償と諸問題については、朝鮮人日本兵の補償と諸問題及び台湾人日本兵の補償と諸問題の項目を参照。

### 傷痍軍人結婚保護対策
1942年に出版された西牟田重雄編『戦争と結婚』にて、軍事保護院嘱託である渡邊亦男により、「傷痍軍人の結婚問題」というタイトルで、傷痍軍人結婚保護対策がまとめられている。
1938年2月22日、国民精神総動員中央連盟が政府に対して傷痍軍人結婚問題についての必要性を訴え上申している。国も対応を開始し、傷兵保護院理事官の荻野憲祐は、1938年から積極的に婦人団体へ向けて傷痍軍人結婚問題を訴えた。愛国婦人会等の各婦人団体も同年から傷痍軍人の花嫁養成と傷痍軍人への結婚斡旋を行うようになった。

### 互助組織
1936年2月以前には、帝国傷痍軍人会、全国傷痍軍人連合会、一時賜金廃兵連合会、残桜会などがあったが、内務、陸軍及び海軍の3省の斡旋で、一度解散して、大日本傷痍軍人会が結成された。
財団法人日本傷痍軍人会（会員の高齢化により2013年11月30日、結成60周年で解散）を中心として、各地に傷痍軍人会が設立され、傷痍軍人の生活の援護と親睦福祉増進を図る事業が展開されている。

### 収容と看護
傷痍軍人と呼ばれた戦傷兵の収容と看護は、法の成立・改正により次のような変遷を経ている。日露戦争は開戦2年で大量の傷病兵が本土へ帰還したため、1906年（明治39年）4月の廃兵院法成立後、廃兵院が各地に設けられた。1934年（昭和9年）3月の傷兵院法によって廃兵院は傷兵院と改称され、1938年（昭和13年）厚生省が設けられ、傷兵院は厚生省外局の傷兵保護院に所属とした。その翌年には傷兵保護院は軍事保護院に改称され、付属として各地に傷痍軍人療養所が併設された。
連合国軍占領下の1945年（昭和20年）12月には陸軍病院と海軍病院合わせて146の施設は国立病院となり、同時に傷痍軍人療養所53施設は国立の療養所となった。
各地の国立病院については1946年（昭和21年）に始まった昭和天皇の戦後巡幸において行幸先の一つとなり、昭和天皇が慰問を行った。2004年（平成16年）4月、全国の国立病院と国立療養所は基本的に国立病院機構の傘下に入っている。
ちなみに、ハンセン病傷痍軍人のための療養所として開所した国立駿河療養所は、厚生労働省直属の国立ハンセン病療養所である。

### 白衣募金
傷、痍ともにキズ（傷）を意味するが、大きな傷として腕や脚を失った傷痍軍人も多くいた。軽傷の者は復員後故郷に晴れて戻ったが、体の一部を戦禍で失ったこれら元軍人は仕事に就ける訳でもなく、その生涯の多くを国立療養所やその後の国立病院で過ごすこととなった。日々の生活はそこで送っていたものの、都会の人通りが多い駅前や、地元の祭りや縁日にはその場に来て、露天商が並ぶ通りなどの通行人から金銭を貰い、小遣いとした。
白い病衣で募金を募る傷痍軍人は白衣募金者と呼ばれ、募金活動は白衣募金と呼ばれた。
1950年頃になると、傷痍軍人の街頭募金は各都道府県の条例で禁止されるようになった。同年12月23日、傷痍団体中央連合会の約50人が厚生省を訪れ事務次官と会見し、恩給の増額、街頭募金を制限しないこと、生活保護法の適用など9項目の要求を行った。
1956年（昭和31年）3月8日の国会での質問主意書として『白衣の戦傷病者の募金禁止に関する質問主意書』が提出され、「生活保護だけでは生活が難しいから、収容施設の準備ありや如何」、「生活保護の支給額を上げること」、「白衣募金をしている戦傷病者の中には、元朝鮮人出身の傷痍軍人や軍属が多数いるが、傷病恩給や障害年金などが支給されてないことについて救済をしないのか」という質問がなされた。これらの質問に対して、「事情によっては収容施設にいれる」「支給額は、一応最低生活の保証が出来ることとなっている」「生活保護法、身体障害者福祉法等で必要な保護、援護等が行われる」と回答している。

### 傷痍疾病等差
正しくは陸（海）軍人軍属傷痍疾病等差。軍人軍属の傷痍疾病は原因によって一等症および二等症に区分された。
一等症は
- 公務によって傷痍を受け、または疾病に罹ったとき
- 恩給法に該当する流行病に罹ったとき
- 軍人軍属たる特別な事情に関連して生じた不慮の災厄によって傷痍を受け、または疾病に罹り、部隊長において公務に準ずべきものと認めたとき
- 以上各号の傷痍疾病一旦治癒の後再発したとき

一等症は現認証明書（大正12年閣令7別紙14号書式）、事実証明書（同）など、傷痍疾病の原因を証明するに足る公文書で証明すべきである。
二等症は
- 一等症以外の原因によって傷痍を受け、または疾病に罹ったとき
- 前号の傷痍疾病一旦治癒の後再発したとき

### 日本の傷痍軍人を撮影した写真

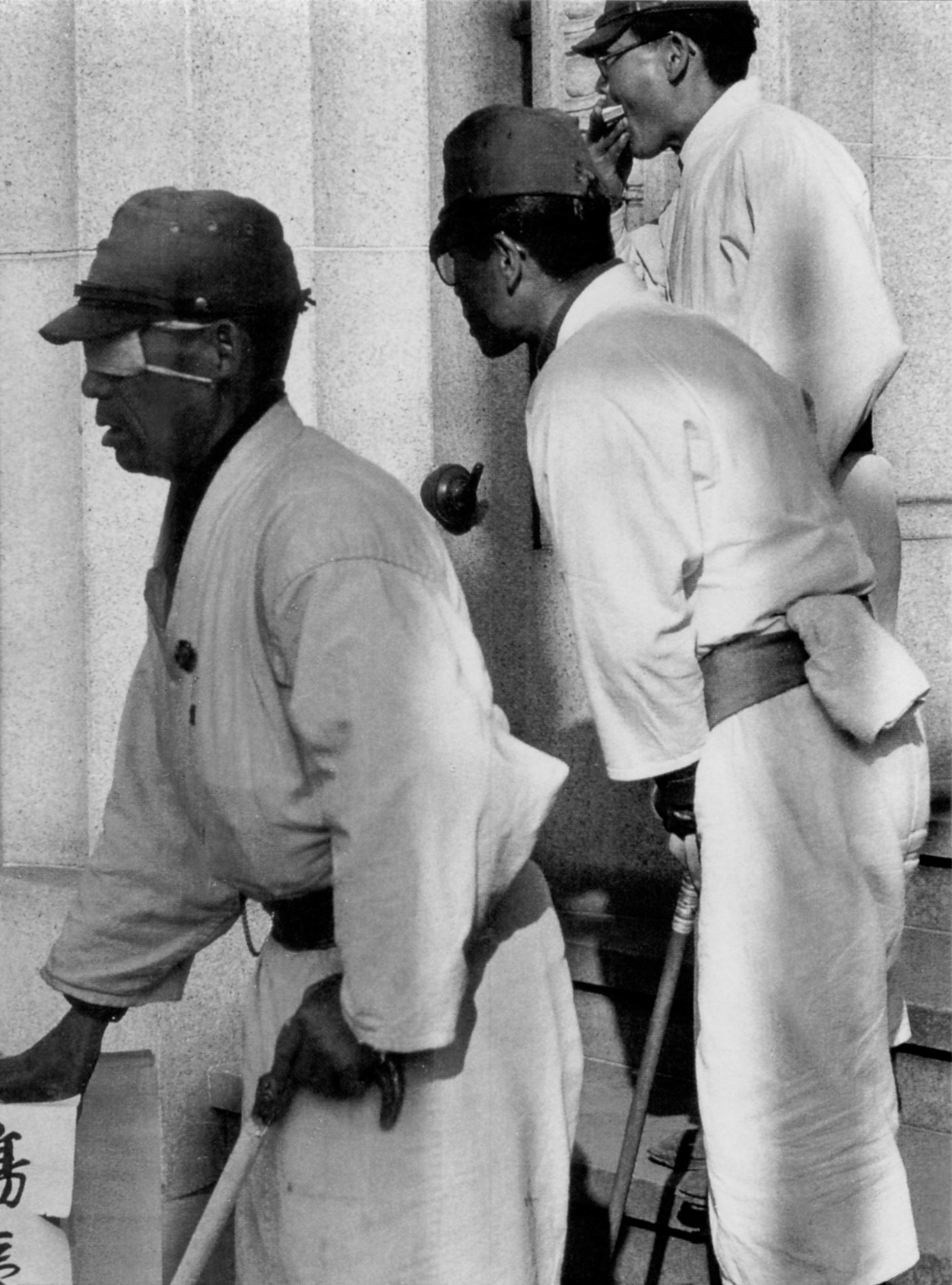
題名不詳 (1950年-1953年、東京・銀座、土門拳撮影)
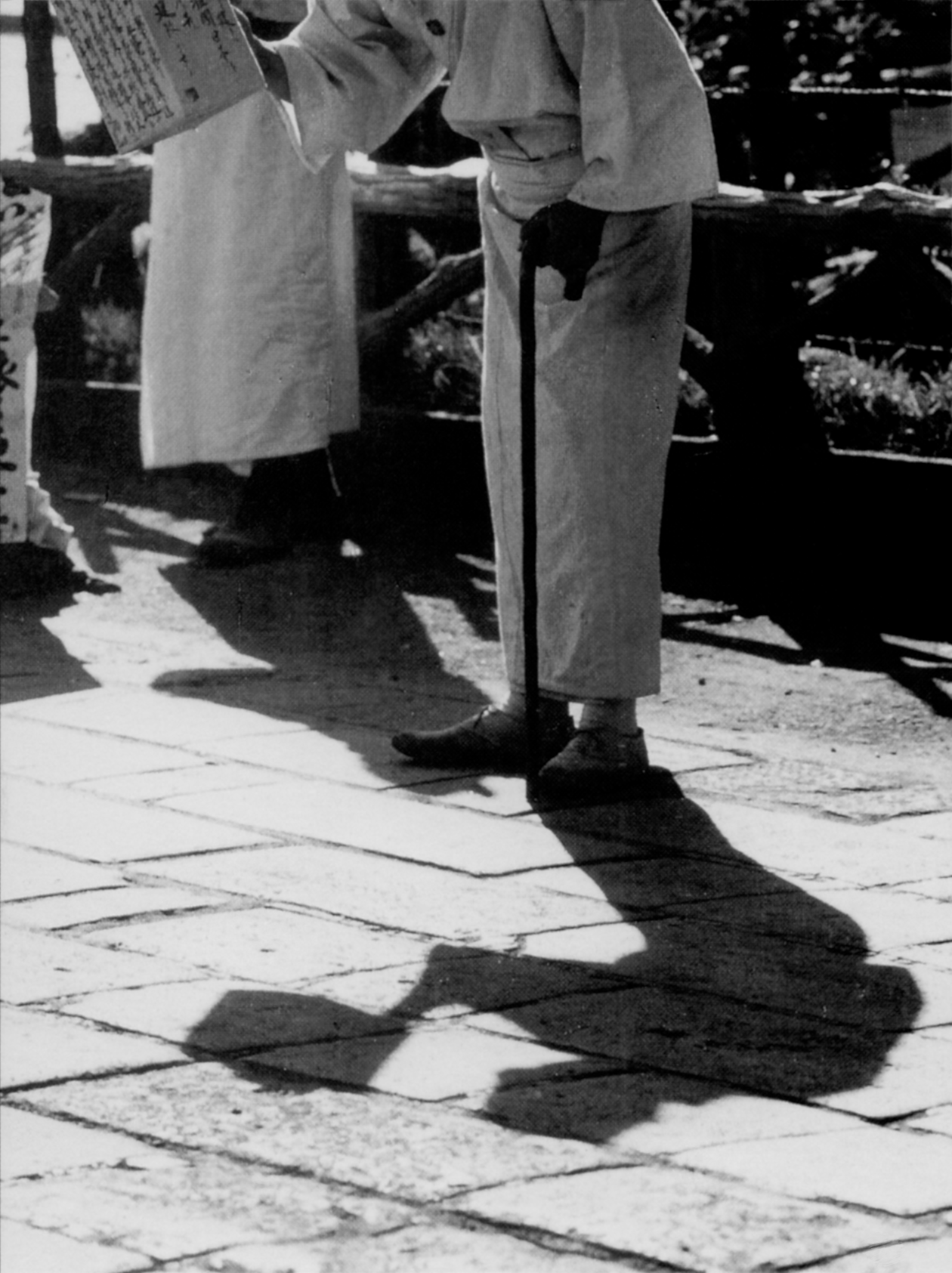
題名不詳 (1950-1953年、東京・上野、土門拳撮影)
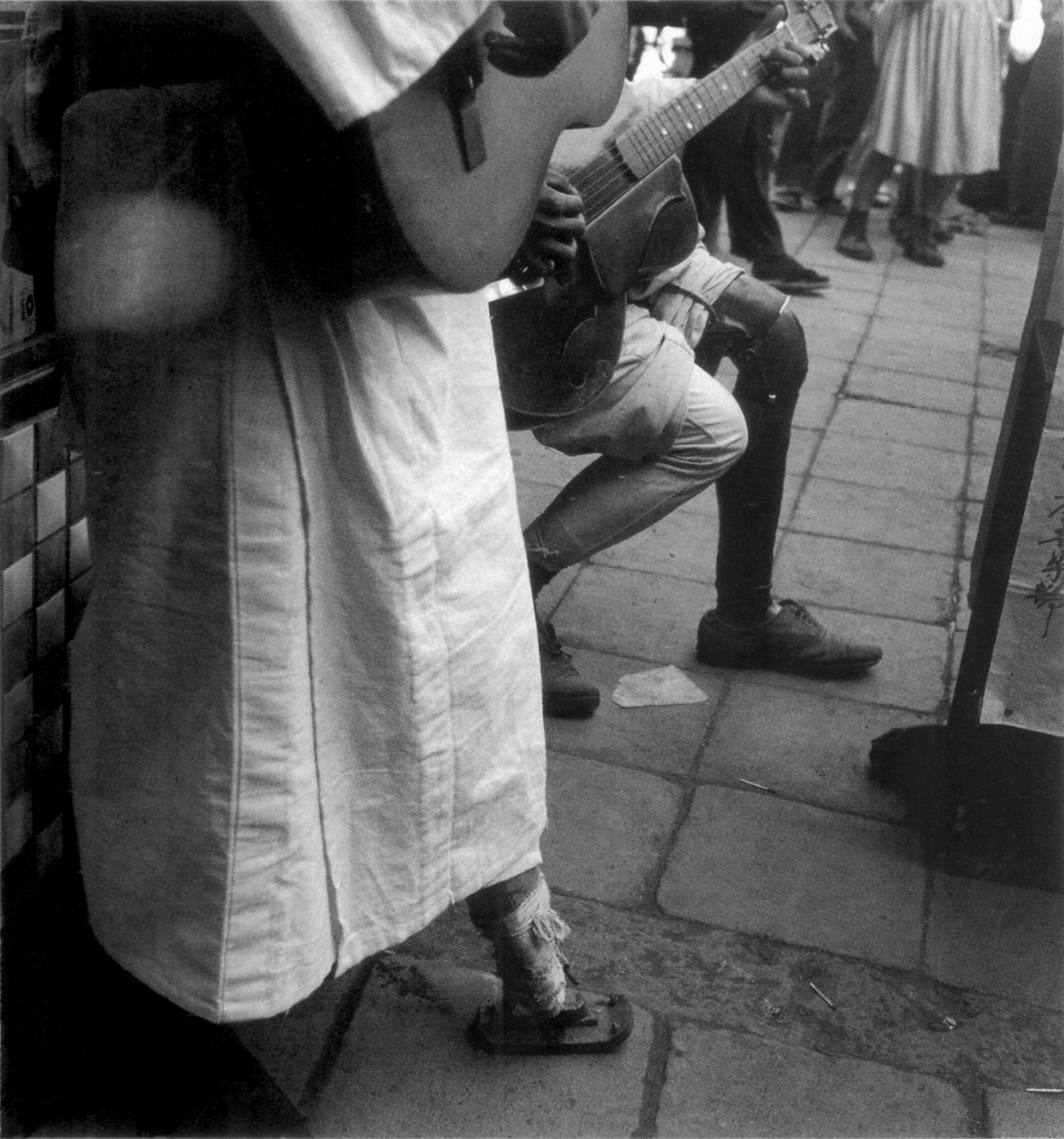
「足　浅草仲見世」(1946年、土門拳撮影)
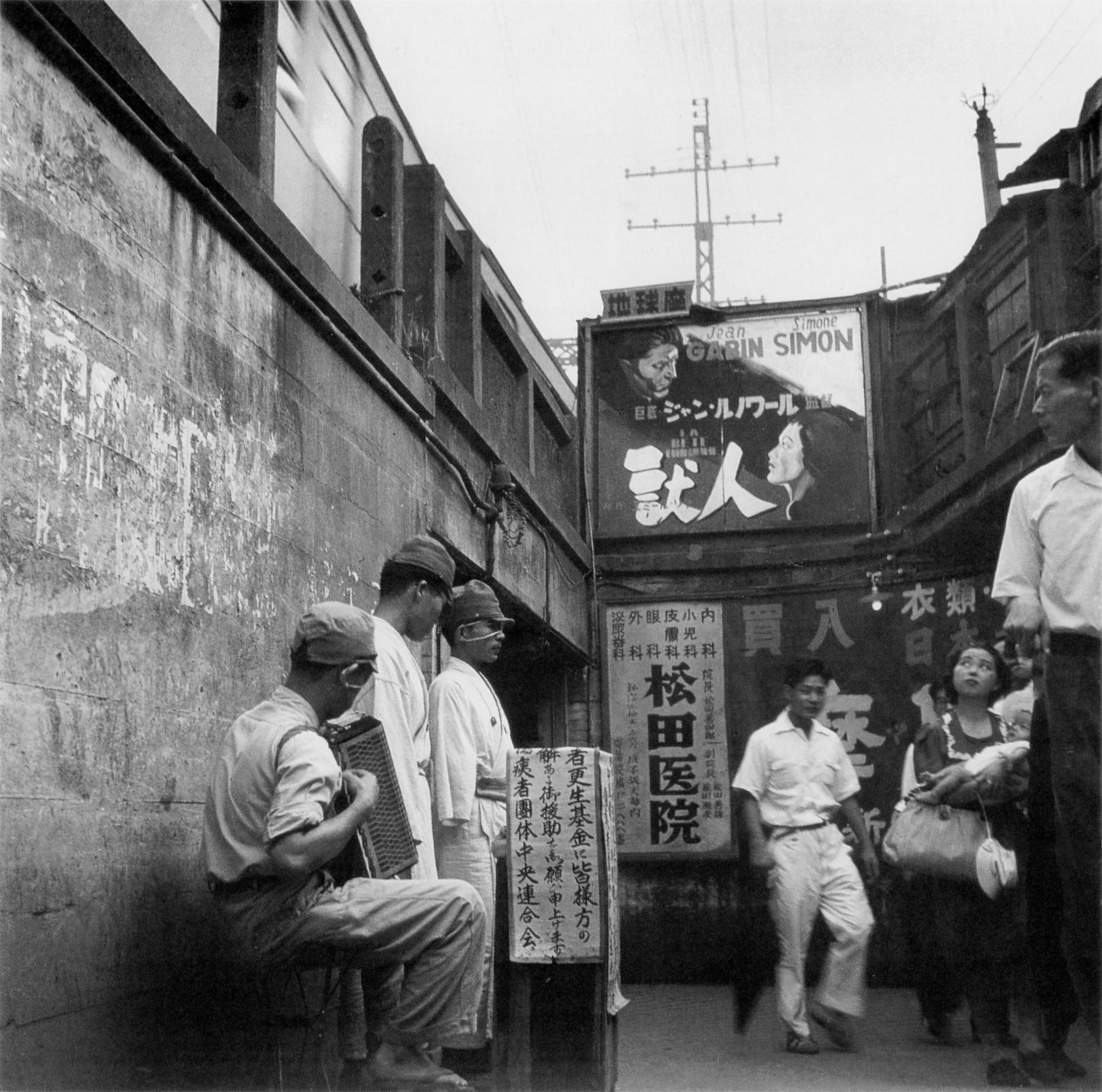
「アコーディオンを弾く傷痍軍人」(1950年、東京・新宿、林忠彦撮影)
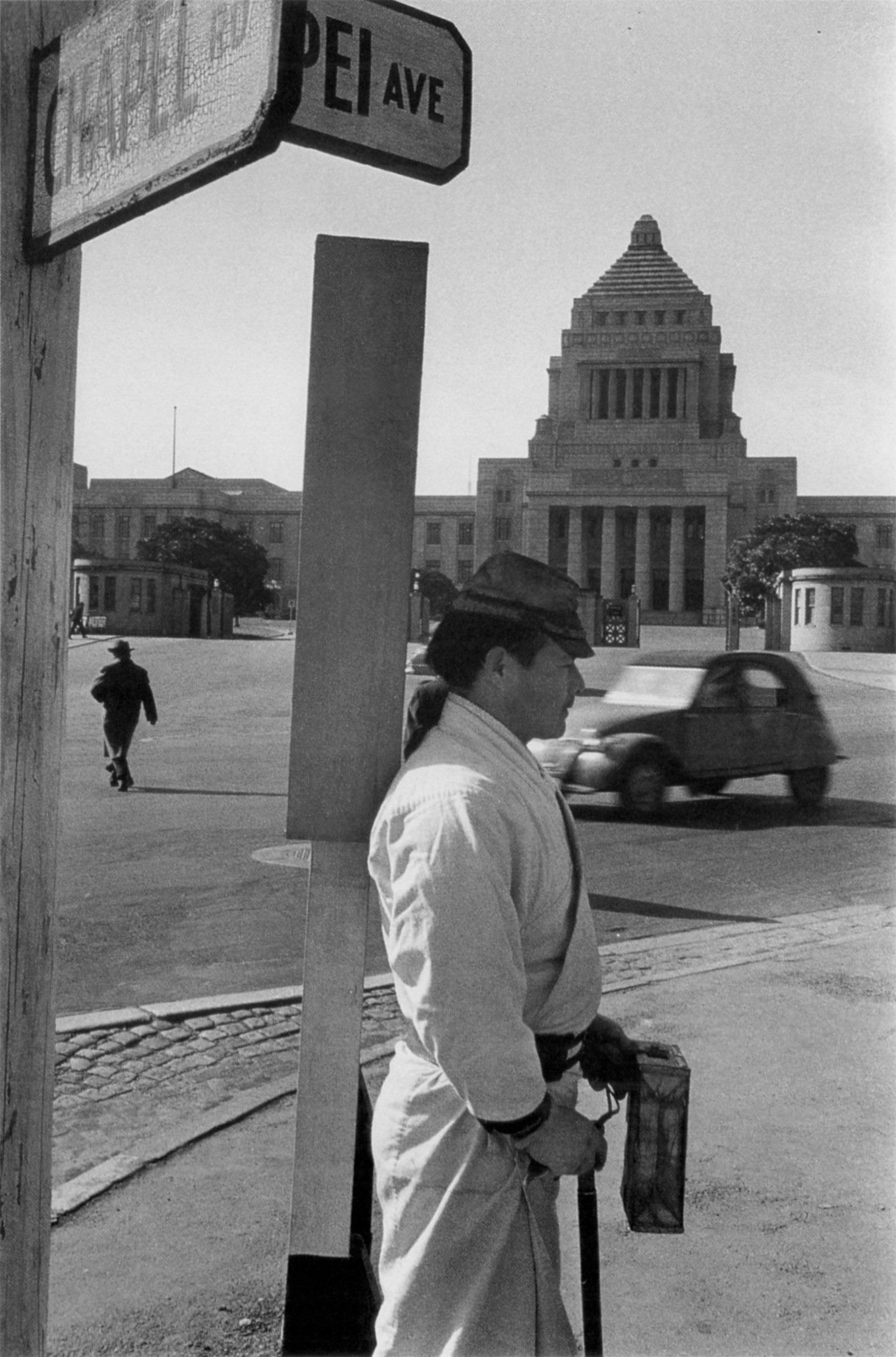
「国会、憲法改正論議に沸騰す」(1956年、国会議事堂前、林忠彦撮影)

## 日本以外の傷痍軍人

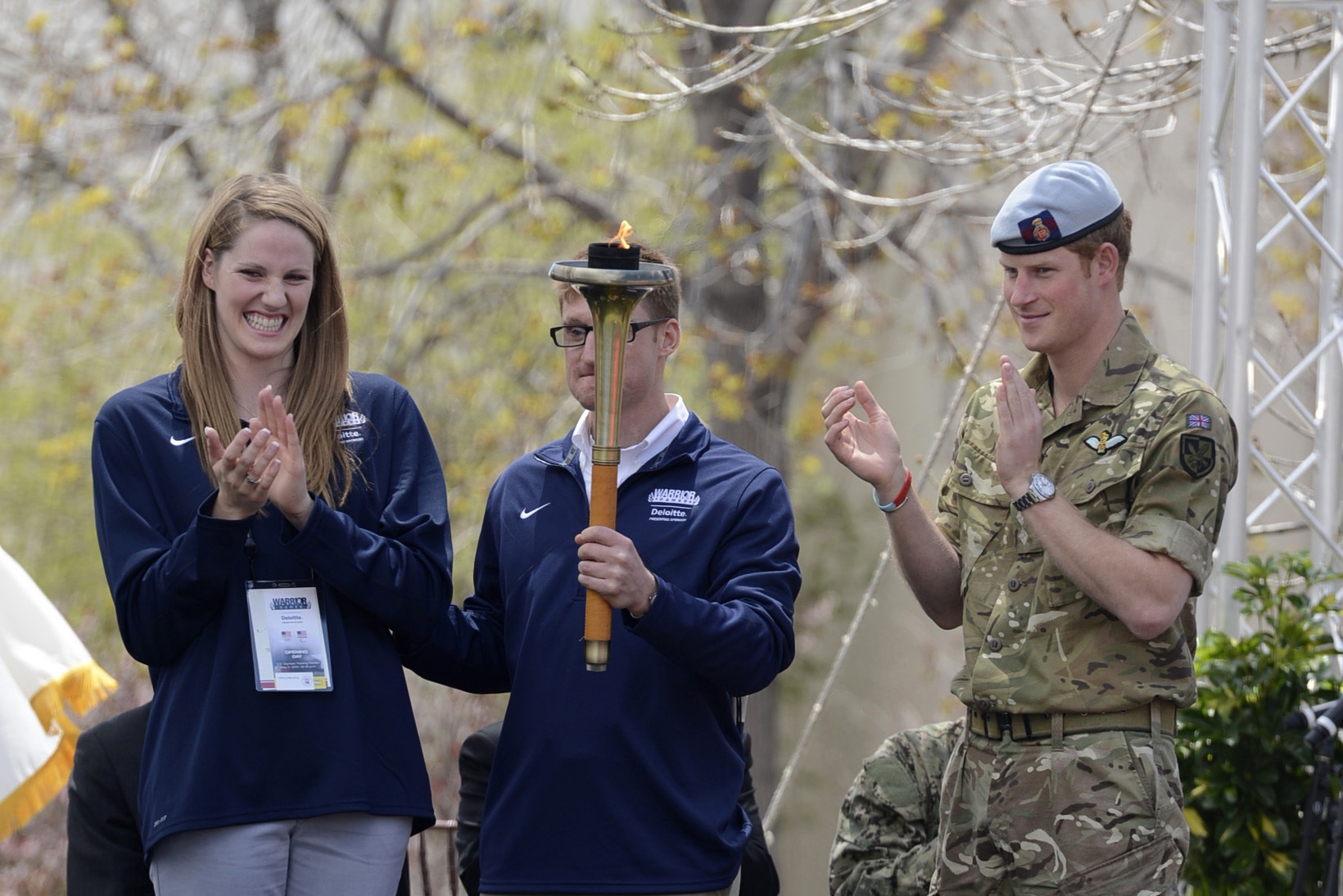
アフガニスタンで即席爆発装置を処理中に目を負傷し、除隊後に競泳でロンドンパラリンピック、リオデジャネイロパラリンピック2大会連続の金メダルを獲得したブラッドリー・スナイダー海軍中尉（中央）。

フラッギングと呼ばれる戦地で動けなくなった傷痍軍人を友軍が処置する行為も行われる。

### アメリカの傷痍軍人
戦傷をWIAと呼ぶ。
- アメリカ傷痍軍人会
- 国立傷痍志願兵憩の家（英語版） - 1865年3月3日に米国議会が傷痍軍人をケアするために設立した施設[20]。
- パープルハート章 - 名誉負傷章などとも訳される傷痍軍人へ授与される勲章。

### その他の国
- 20世紀におけるドイツでの傷痍軍人（ドイツ語版） ‐ これらの傷痍軍人たちを再就職させるための職業訓練施設などが作られた。
- オテル・デ・ザンヴァリッド(アンヴァリッド廃兵院) - 17世紀フランスで傷病兵(アンヴァリッド（フランス語版）)を支援するために作られた軍病院。

イギリス
- ストーク・マンデヴィル・ホスピタル
- シルバーウォーバッジ（英語版） - 第一次世界大戦で戦い名誉除隊したイギリスとイギリス帝国の傷痍軍人へ送られたバッジ。

ソビエト連邦・ロシア
- 貨物300便(ロシア語: Груз 300、グルース・トトリースタ) ‐ ロシア軍内で使用される戦場での負傷者を運んでいる符牒。チェチェン戦争から使われるようになった。
- Санитарные потери（ロシア語版） - ロシア語での傷痍軍人。
- 大祖国戦争などで手足を失った人物は、サモワール（ロシア語:Самовар）と呼ばれる湯沸かし器になぞらえて、サモワール人(Самовары)と呼ばれる[21][22][23][24]。彼らは失う物がなく政権批判を行うためソ連国家保安委員会(KGB)に四肢切断者の活動を監視する特別な部門が設置された[25]
- 2022年から始まったウクライナ侵攻では、松葉杖などを使用する部隊を編成した[26]。

## 傷痍軍人が大きな社会問題となった戦争
- ナポレオン戦争
- 南北戦争
- 日露戦争
- 第一次世界大戦 ‐ 塹壕戦で顔だけを出すことから、顔を負傷することが多くGueules cassées（英語版）（フランス語で壊れた顔の意）、Gesichtsversehrter（ドイツ語版）(ドイツ語で顔に戦傷した人の意)と呼ばれる兵士達が生まれた。
- 第二次世界大戦
- ベトナム戦争

## 派生した表現
1960年代から1970年代日本での新左翼過激派全盛期に、機動隊との衝突や党派間での内ゲバ、内々ゲバで著しい後遺症、身体障害を負い活動を離れた（召還）元活動家を「傷痍軍人」と表現することがある。

## 傷痍軍人をテーマとした作品
- わが愛の記 - 豊田四郎監督、1941年。陸軍病院の看護師と戦傷で下半身付随になった傷痍軍人との結婚をテーマにした戦時中の実話の映画化[27][28]。原作は1940年に出版された山口さとのの手記『わが愛の記』。
- 忘れられた皇軍 - 大島渚監督。日本テレビの「ノンフィクション劇場」で1963年8月に放送されたドキュメンタリー。第２次世界大戦後に韓国籍になったため日本政府から補償を受けられず、日本の繁華街で白衣の街頭募金をして生計をたてる元日本兵の韓国人傷痍軍人たちを扱っている。日本民間放送連盟賞および第1回ギャラクシー賞受賞。2014年1月に日本テレビ「NNNドキュメント‘14」で再放送された。
- 7月4日に生まれて - ベトナム戦争の傷痍軍人を扱ったトム・クルーズ主演の映画、1989年。
- 文学作品について日清戦争から太平洋戦争にいたる戦争での日本の傷痍軍人を取り扱った文学作品(山田美妙「負傷兵」、江口渙「中尉と廃兵」、江戸川乱歩「芋虫」、井伏鱒二「遥拝隊長」、ほか)を取り上げて、市川遥『傷痍軍人と文学の日本近代』(青弓社、2024年)が歴史的に概観している。